# Oteruelos
Oteruelos es una localidad española del municipio de Soria, perteneciente a la provincia de Soria, en la comunidad autónoma de Castilla y León.

## Geografía
Pertenece al partido judicial de Soria y a la comarca de Soria. Se integra como un barrio de la ciudad de Soria.

## Historia
Los primeros datos escritos los encontramos en el censo de 1270 de Alfonso X donde aparece dezmero de la iglesia soriana de Santa María de Afogalobos. En el siglo XV se hace referencia a la localidad en la ordenación de las Dehesas Boyales de la Tierra de Soria, aumentando la de Oteruelos.
Sobre la base de los datos del censo de Pecheros de 1528, en el que no se contaban eclesiásticos, hidalgos y nobles, se registra la existencia 11 pecheros, es decir unidades familiares que pagaban impuestos.
A la caída del Antiguo Régimen la localidad se constituye en municipio constitucional en la región de Castilla la Vieja, partido de Soria, que en el censo de 1842 contaba con 41 hogares y 160 vecinos. Entre el censo de 1857 y el anterior, crece el término del municipio porque incorpora a Vilviestre de los Nabos contando entonces con 77 hogares y 331 vecinos.
Entre el censo de 1981 y el anterior, este municipio desaparece porque se integra en Soria.

## Demografía
| Gráfica de evolución demográfica de Oteruelos entre 1842 y 1970 |
| |
| Población de derecho según los censos de población del INE Población de hecho según los censos de población del INEEntre el censo de 1857 y el anterior, crece el término del municipio porque incorpora a 425139 (Vilvestre de los Nabos) Entre el censo de 1981 y el anterior, este municipio desaparece porque se integra en el municipio 42173 (Soria) |

En el año 2000 contaba con 31 habitantes, concentrados en el núcleo principal, pasando a 46 en 2014.

## Patrimonio
- Iglesia de Santo Domingo de Guzmán: reformada en el siglo XVIII a partir del primitivo edificio románico anterior. Es de nave rectangular rematada en ábside semicircular.
- Barrio de nobleza: barrio de arquitectura tradicional situado en la parte baja del pueblo que conserva más de una decena de edificios protegidos dada su interesante arquitectura, muchos del siglo XIX.
- Zona arqueológica con abundantes abrigos naturales que conservan pinturas rupestres prehistóricas.